# Manipulation anatomico-thérapeutique
Pour les articles homonymes, voir Manipulation.
La manipulation anatomico-thérapeutique est utilisée en ostéopathie pour débloquer mécaniquement un groupe de vertèbres en utilisant comme long bras de levier les vertèbres sus ou sous jacentes et en emmenant d’abord toutes leurs articulations en « flottement » par vive torsion au-delà de leur limite physiologique articulaire pour les ramener très vite en place.
Dans la manipulation, on augmente d’abord brusquement la lésion des articulations bloquées (sans aller tout de même jusqu'à la luxation) afin de réduire un déplacement osseux et ramener une mobilité normale dans une région vertébrale douloureuse.
Il s’agit là d’une mobilisation forcée délibérément imposée aux articulations ainsi distendues dans la zone douloureuse. La manipulation est une simple technique de déblocage d’ordre mécanique.
Le massage musculaire préparatoire de la région concernée est même conseillé dans certaines méthodes en raison de la tendance souvent agressive de ce déblocage approximatif et assez violent des mécanismes articulaires : la manipulation comporte de ce fait de nombreuses contre-indications limitant son emploi et un risque non négligeable, notamment entre des mains peu expérimentées.
Cela explique la restriction des capacités thérapeutiques de cette méthode purement mécanique à des personnes solidement constituées sans toutefois permettre manifestement un véritable contrôle à long terme de leur fonction vertébrale.
Le manque de précision est la caractéristique majeure de la manipulation avec les conséquences secondaires que l’on devine sur les tissus, compte tenu de sa rudesse plus ou moins maîtrisée, qui conduisent de surcroît à une instabilité de la cohésion articulaire.

## Liens
- Manipulation vertébrale
- Manipulations articulaires